# Condado de Leżajsk
Nota linguística: Não confundir hrabstwo (condado) com powiat (divisão administrativa)..
Leżajsk (polaco: powiat leżajski) é um powiat (condado) da Polónia, na voivodia de Subcarpácia. A sede é a cidade de Leżajsk. Estende-se por uma área de 583,01 km², com 69 251 habitantes, segundo os censos de 2005, com uma densidade 118,78 hab/km².

## Demografia
População (dados de 30 de Junho de 2005):
|          | Total   | Total | Mulheres | Mulheres | Homens  | Homens |
| -------- | ------- | ----- | -------- | -------- | ------- | ------ |
|          | pessoas | %     | pessoas  | %        | pessoas | %      |
| Total    | 69 251  | 100   | 35 068   | 50,6     | 34 183  | 49,4   |
| Cidades  | 20 736  | 100   | 10 797   | 52,1     | 9939    | 47,9   |
| Povoados | 48 515  | 100   | 24 271   | 50       | 24 244  | 50     |